# Artyleryjski wóz dowodzenia na podwoziu gąsienicowym
Artyleryjski wóz dowodzenia na podwoziu gąsienicowym – polski transporter opancerzony, produkowany przez Hutę Stalowa Wola, wchodzący w skład modułów ogniowych Regina.

## Konstrukcja
Wozy dowodzenia produkowane są na Lekkim Podwoziu Gąsienicowym konstrukcji HSW. Kadłub pojazdu zapewnia ochronę balistyczną na poziomie I wg STANAG 4569.

## Zadania
Przystosowane do realizacji funkcji dowódczych dowódcy kompanii, przede wszystkim do pozyskiwania i przetwarzania informacji rozpoznawczych, realizacji zadań związanych z kierowaniem ogniem, oraz organizacji punktów dowodzenia i logistyki. Wozy zapewniają samodzielne działanie plutonów ogniowych w systemie dowodzenia i kierowania ogniem. W przypadku zniszczenia wozu dowodzenia dowódcy kompanii wsparcia, wozy dowodzenia dowódców plutonów ogniowych przejmują jego zadania. Dodatkowo wozy wyposażone są w szereg zestawów i narzędzi potrzebnych do ewakuacji, wykonywania napraw i obsługi, maskowania wozu, a także realizacji zadań z zakresu ratownictwa medycznego.

### Wyposażenie[5]
- informatyczno-elektroniczny system kierowania ogniem Topaz,
- przyrządy obserwacyjne do prowadzenia obserwacji w dzień i w nocy dla dwóch członków załogi, w tym dowódcy,
- zestaw łączności wewnętrznej i zewnętrznej FONET,
- urządzenie filtrowentylacyjne,
- system przeciwpożarowy w przedziale silnikowym i układ tłumienia wybuchu w przedziale załogowym,
- wyposażenie teleinformatyczne wraz z odbiornikiem GPS,
- Układ zasilania dla systemów stanowi niezależny pokładowy zespół agregatu prądotwórczego.

## Uzbrojenie i samoobrona[5]
- karabin maszynowy 7,62 mm, wynoszony na odkryte stanowisko ogniowe[5].
- system samoobrony Obra-3C SSP-1C z 12 wyrzutniami granatów kalibru 81 mm,
- system obrony przed bronią ABC,